# 阿卜杜勒·拉希姆·哈蒂夫
阿卜杜勒·拉希姆·哈蒂夫（1926年5月20日－2013年8月19日）是阿富汗政治家，他在阿富汗民主共和国的最后几年担任副总统之一。。他出生于阿富汗坎大哈。

## 职业生涯
自1988年选举以来，哈蒂夫是穆罕默德·纳吉布拉的副总统之一。 1991年7月至1992年4月，他担任第一副总统。
在喀布尔政权第一次倒台之前，1992年4月，穆罕默德·纳吉布拉总统辞职后，在伊斯兰促进会接管政权之前，他担任阿富汗代理总统两周。

## 身后事
哈蒂夫在1992年下台后流亡国外。他移居荷兰，于2013年8月19日去世。